# Dave Brubeck
David Warren »Dave« Brubeck, ameriški pianist in skladatelj, * 6. december 1920, Concord, Kalifornija, † 5. december 2012, Norwalk, Connecticut, ZDA.
Brubeck je eden najpomembnejših ustvarjalcev cool jazza. Spisal je več jazz standardov, kot sta npr. »In Your Own Sweet Way« in »The Duke«. Kot pianist je bil zelo vsestranski, pri čemer so se še posebej odražale njegove improvizacijske sposobnosti ter vpliv njegove matere, šolane pianistke, ki ga je poskušala priučiti klasičnega igranja. Njegova glasba slovi po neobičajnih taktovskih načinih in impozantnih kontrastih ritmov in tonalitet.